# Махмутов Марат Максутович
Марат Махмутов (рос. Мара́т Максу́тович Ма́хмутов; нар. 3 вересня 1975, Москва, СРСР) — російський футболіст, захисник. За походженням — татарин.

## Клубна кар'єра
Футболом почав займатися в 8 років. Перша команда - московське «Торпедо». Перший тренер - Едуард Анатолійович Стрєльцов. На професіональному рівні дебютував у 1992 році у клубі «Торпедо-д» (Москва), який на той час виступав у Другому дивізіоні чемпіонату Росії.
Влітку 1997 року перейшов до одеського «Чорноморця». Дебютував за одеську команду 3 серпня 1997 року в переможному (5:0) домашньому поєдинку 5-го туру вищої ліги чемпіонату України проти запорізького «Торпедо». Марат вийшов на поле на 28-ій хвилині, замінивши Володимира Мусолітіна та відіграв увесь поєдинок, а на 45-ій хвилині отримав жовту картку. У футболці «моряків» у чемпіонаті України зіграв 10 матчів, після чого у 1998 році повернувся до Росії.   
З липня 2006 року виступав за єкатеринбурзький «Урал».
У січні 2009 року перебував на перегляді в ФК «Нижній Новгород» і був близький до укладення контракту, проте в результаті не досяг згоди з клубом за його умовами і так і не був заявлений.

## Кар'єра в збірній
14 листопада 1995 року зіграв у складі молодіжної збірної Росії у відбірковому матчі чемпіонату Європи серед молодіжних команд 1996 року проти збірної збірної Фінляндії (3:0).

## Досягнення
- Прем'єр-ліга
  -  Бронзовий призер (1): 2000

- Перший дивізіон чемпіонату Росії
  -  Чемпіон (1): 2001

## Матчі в єврокубках
- Кубок УЄФА 1996—1997 у складі «Торпедо-Лужники» (Москва): 4 гри.
- Кубок Інтертото 1997 у складі «Торпедо-Лужники» (Москва): 3 гри.
- Кубок Інтертото 1998 у складі «Шинника» (Ярославль): 3 гри.
- Кубок УЄФА 2000—2001 у складі «Торпедо» (Москва): 1 гра.
- Кубок УЄФА 2003—2004 у складі «Торпедо» (Москва): 3 гри.

## Особисте життя
Одружений, має двох синів.